# 奇美拉 (电影)
《奇美拉》（義大利語：La chimera，義大利語：[la kiˈmɛːra]）是2023年上映的历史爱情劇情片，由阿莉切·罗尔瓦赫尔执导、编剧，喬許·歐康納和伊莎貝拉·羅塞里尼主演，2023年5月26日在第76屆坎城影展全球首映，入选争夺金棕榈奖的主竞赛单元，2023年11月23日由01 Distribution在意大利上映，12月6日由为了生活制片公司在法国发行。电影故事发生在1980年代，讲述英国一名年轻的考古学家参与跨国盗窃伊特拉斯坎文明文物的故事。

## 阵容
- 喬許·歐康納 饰 亚瑟（Arthur）[2]
- 卡萝尔·杜阿尔特（Carol Duarte）饰 伊塔利亚（Italia）[2]
- 文森佐·内莫拉托（Vincenzo Nemolato）饰 皮罗（Pirro）[2]
- 艾芭·羅爾瓦雀 饰 芙丽达（Frida）[2]
- 伊莎貝拉·羅塞里尼 饰 芙洛拉（Flora）[2]
- 露·罗伊-勒科林特（英语：Lou Roy-Lecollinet） 饰 美乐蒂（Mélodie）[2]
- 吉安·皮耶罗·卡普雷托（Gian Piero Capretto）饰 马里奥（Mario）[2]
- 拉莫娜·菲奥里尼（Ramona Fiorini）饰 法布丽安娜（Fabriana）[2]
- 卢卡·加吉洛（Luca Gargiullo）
- 朱利亚诺·曼托瓦尼（Giuliano Mantovani）饰 杰瑞（Jerry）[2]
- 梅尔基奥·帕拉（Melchiorre Pala）饰 梅尔基奥（Melchiorre）[2]
- 伊勒·维亚内洛（Yile Vianello）饰 贝尼娅米娜（Beniamina）[2]
- 卡萝尔·塔尔马蒂（Carlo Tarmati）
- 朱莉娅·潘道夫（Julia Pandolfo）饰 哥伦比娜（Colombina）[2]

## 制作
摄制工作于2022年2月在意大利托斯卡纳大区启动。同年5月，美国霓虹电影公司宣布买下电影北美发行权。

## 上映
电影于2023年5月26日在全球首映，入选争夺金棕榈奖的主竞赛单元，首映场获得全场9分钟起立致敬。获邀在第61届纽约电影节和第28届釜山国际电影节放映。
霓虹电影公司负责电影在北美的发行工作，意大利方面由01 Distribution发行，2023年11月23日上映，法国方面由为了生活制片公司发行，2023年12月6日上映。

## 反响
评论聚合网站爛番茄打出95%的新鲜度（37条评论），平均得分8.2/10。网站共识写道：“如果《奇美拉》是一场狂热、不可求的追逐行动，那么这部由阿莉切·罗尔瓦赫尔创作奇妙魔幻故事无疑是从天上掉下来的馅饼。”Metacritic打出88/100的平均分（10条评论），表示“普遍好评”。
出席首映式的《综艺》杂志影评人盖·洛奇（Guy Lodge）认为电影“非常柔软、曲折”，赞扬罗尔瓦赫尔的导演工作、摄影及演员表现，尤其是主演奥康纳的演绎：“放荡与孩子气兼具，或者在两种形态间来回切换，以此来掩护另一种形态，这种可能性在奥康纳灵巧、滑稽的表演中得到了展现，完全没有感情用事的成分。”

### 获奖记录
| 大奖       | 颁奖日期       | 奖项                       | 获得者            | 结果 | 参考   |
| ---------- | -------------- | -------------------------- | ----------------- | ---- | ------ |
| 戛纳电影节 | 2023年5月7日   | 法国艺术影院协会奖         | 阿莉切·罗尔瓦赫尔 | 獲獎 | [ 16 ] |
| 戛纳电影节 | 2023年5月7日   | 最抢镜狗狗奖：四腿表演之狗 | 《奇美拉》        | 獲獎 | [ 17 ] |
| 戛纳电影节 | 2023年5月7日   | 金棕榈奖                   | 阿莉切·罗尔瓦赫尔 | 提名 | [ 7 ]  |
| 芝加哥影展 | 2023年10月22日 | 金雨果奖                   | 《奇美拉》        | 提名 | [ 18 ] |